# 曹懷
曹懷（1492年—？），字于德，直隸常州府無錫縣人，明朝政治人物。

## 生平
正德八年（1513年）癸酉科應天府鄉試第一百十名舉人。正德十二年（1517年）中式丁丑科會試第三百三十八名，登第二甲第二十五名進士。選翰林院庶吉士。十四年八月授户科给事中，嘉靖二年（1523年）復除吏科给事中，三年八月升户科右，九月升兵科左，出任直隸永平府知府。

## 家族
曾祖曹文禮；祖父曹福昌；父曹英，曾任教諭。母王氏。具庆下。兄曹愉。弟曹惇、曹性、曹情、曹悰。